# Phan Như Lâm
Phan Như Lâm là một chính trị gia người Việt Nam. Ông từng là Phó Bí thư Thường trực Thành ủy Đà Nẵng. Ông là Bí thư Thành ủy Đà Nẵng cuối cùng khi Đà Nẵng còn là thành phố trực thuộc tỉnh Quảng Nam - Đà Nẵng.